# Oberkommando des Heeres
Oberkommando des Heeres o OKH (Alto Mando del Ejército) fue parte de la estructura del Oberkommando der Wehrmacht (OKW) durante la Segunda Guerra Mundial. En teoría, cuartel general supremo del ejército alemán aunque en los últimos tiempos de la guerra su función más importante fue el mando operacional del frente oriental, mientras que el OKW comandaba de facto el frente occidental.

## Historia
Conforme a la tradición militar alemana, la planificación de las campañas bélicas era responsabilidad del Estado Mayor del Ejército de Tierra, mientras que el OKH asumía una función operativa. Teóricamente el OKH debía estar subordinado al OKW (donde participaban también la marina de guerra y la fuerza aérea) pero la importancia crucial del Ejército de Tierra (Heer) en la lucha contra la URSS causó que el OKW ejerciera un control puramente nominal sobre las actividades bélicas del frente oriental, siendo que el OKH asumió mayores responsabilidades a partir de junio de 1941, dejando muy poco margen a la Luftwaffe o la Kriegsmarine para participar en la planificación ofensiva.
De 1935 a 1938 el OKH fue dirigido por Werner von Fritsch, de 1938 al 19 de diciembre de 1941 por el Mariscal Walther von Brauchitsch. El fracaso de la ofensiva alemana contra Moscú en la Operación Barbarroja indujo a que Hitler despidiera al Brauchitsch de la jefatura del OKH, asumiendo el propio Hitler la dirección de la planificación militar (aun cuando Hitler no era militar de carrera). Esta situación se mantuvo sin alteración hasta el 30 de abril de 1945, fecha de la muerte de Hitler, siendo que el propio Führer había dispuesto dos días antes de morir que la jefatura del OKH dependiera del OKW. 
Para esa fecha la maquinaria militar alemana casi había colapsado, pero aun así Hitler designó que desde el 30 de abril de 1945 al 8 de mayo de 1945 la jefatura del OKW (y por ende, del OKH) pasara al mariscal Ferdinand Schörner. Schörner, no obstante, jamás ejerció el mando efectivo y se mantuvo cercado con las tropas que dirigía en los alrededores de Praga. De hecho, la jefatura oficiosa de la casi aniquilada Wehrmacht recayó prácticamente en el general Wilhelm Keitel, Comandante en Jefe del OKW, y en el general Alfred Jodl, Jefe del Estado Mayor General del OKH, quien firmó la rendición incondicional del Tercer Reich el 8 de mayo de 1945.

## OKH vs OKW
El OKH había sido independiente hasta febrero de 1938, cuando Hitler creó el Oberkommando der Wehrmacht (OKW) a quien, en teoría, estaba subordinado el OKH. Después del fracaso del ejército alemán en la Batalla de Moscú, Von Brauchitsch fue destituido como jefe del OKH (en parte debido a su mala salud) y Hitler se nombró a sí mismo para este puesto. Al mismo tiempo, limitó la autoridad del OKH únicamente al frente ruso, otorgando al OKW autoridad directa sobre las unidades del ejército en otros lugares. Esto permitió a Hitler declarar que solo él tenía pleno conocimiento de la situación estratégica de Alemania, en caso de que algún general solicitara una transferencia de recursos entre el Frente Oriental y otro teatro de operaciones.
Aunque tanto el OKW como el OKH tenían su sede en el complejo Maybach cerca de Berlín, la independencia funcional y operativa de ambas organizaciones no se perdió en el personal respectivo durante su mandato. El personal del complejo comentó que incluso si Maybach 2 (el complejo del OKW) fuera completamente destruido, el personal del OKH en Maybach 1 apenas se daría cuenta. Estas instalaciones camufladas, separadas físicamente por una valla, también mantenían mentalidades estructuralmente diferentes hacia sus objetivos.
El 28 de abril de 1945 (dos días antes del suicidio de hitler), subordinó formalmente al OKH al OKW, dándole a este último el mando de las fuerzas en el Frente Oriental.

## Comandantes

### Comandante en Jefe del Ejército
El Comandante en Jefe del Ejército (en alemán: Oberbefehlshaber des Heeres) fue el jefe del OKH y del ejército alemán durante los años del régimen nazi.
| N.º | Nombre                                                   | Term of office          | Term of office          | Term of office     | Ref. |
| N.º | Nombre                                                   | Asumió el cargo         | Dejó el cargo           | Tiempo en el cargo | Ref. |
| --- | -------------------------------------------------------- | ----------------------- | ----------------------- | ------------------ | ---- |
| 1   | Generaloberst Werner von Fritsch (1880–1939)             | 1 de febrero de 1934    | 4 de febrero de 1938    | 4 años y 34 días   |      |
| 2   | Generalfeldmarschall Walther von Brauchitsch (1881–1948) | 4 de febrero de 1938    | 19 de diciembre de 1941 | 3 años y 318 días  |      |
| 3   | Führer und Reichskanzler Adolf Hitler (1889–1945)        | 19 de diciembre de 1941 | 30 de abril de 1945     | 3 años y 132 días  |      |
| 4   | Generalfeldmarschall Ferdinand Schörner (1892–1973)      | 30 de abril de 1945     | 8 de mayo de 1945       | 8 días             |      |

### Jefe del Estado Mayor General del Ejército

Bandera del Jefe del Estado Mayor General del Alto Mando del Ejército

El Jefe del Estado Mayor General del Ejército (en alemán: Chef des Generalstabes des Heeres) fueronː
| N.º | Nombre                                          | Term of office           | Term of office           | Term of office     | Ref.        |
| N.º | Nombre                                          | Asumió el cargo          | Dejó el cargo            | Tiempo en el cargo | Ref.        |
| --- | ----------------------------------------------- | ------------------------ | ------------------------ | ------------------ | ----------- |
| 1   | Generaloberst Ludwig Beck (1884–1972)           | 1 de julio de 1935       | 31 de agosto de 1938     | 3 años y 61 días   |             |
| 2   | Generaloberst Franz Halder (1880–1944)          | 1 de septiembre de 1938  | 24 de septiembre de 1942 | 4 años y 23 días   | [ 3 ] [ 4 ] |
| 3   | Generaloberst Kurt Zeitzler (1895–1963)         | 24 de septiembre de 1942 | 10 de junio de 1944      | 1 año y 260 días   | [ 4 ]       |
| 4   | Generalleutnant Adolf Heusinger (1897–1982)     | 10 de junio de 1944      | 21 de julio de 1944      | 41 días            |             |
| 5   | Generaloberst Heinz Guderian (1888–1954)        | 21 de julio de 1944      | 28 de marzo de 1945      | 250 días           | [ 5 ]       |
| 6   | Generaloberst Hans Krebs (1898–1945)            | 1 de abril de 1945       | 1 de mayo de 1945        | 30 días            | [ 6 ]       |
| 7   | Generalfeldmarschall Wilhelm Keitel (1882–1946) | 1 de mayo de 1945        | 8 de mayo de 1945        | 7 días             |             |
| 8   | Generaloberst Alfred Jodl (1890–1946)           | 13 de mayo de 1945       | 23 de mayo de 1945       | 10 días            |             |